# Людмилін Анатолій Олексійович
Анатол́ій Олексі́йович Людми́лін (* 26 червня 1903, Київ — † 16 грудня 1966, Воронеж) — український та російський диригент і педагог, лауреат Сталінської премії другого ступеню 1947 (за постановку опери «Севастопольці» Маріана Коваля 1946 року) та 1951 років (за постановку опери «Іван Болотников» Лева Степанова 1950 року), 1958 — народний артист РРФСР, кавалер ордена Трудового Червоного Прапора, заслужений діяч мистецтв РРФСР.

## Життєпис
Походить з родини музиканта. В 1917—1924 роках — артист оркестру Київської опери.
1924 року закінчив Київську консерваторію по класу Л. П. Штейнберга та А. Пазовського.
1924—1929 — головний диригент Київського і крайового оперного театрів, в 1929—1930 — Кримського, 1930—1931 — Першого пересувного Українського (ДРОТ), 1932—1933 — Бакинського оперного театру та радіооркестру, 1933—1944 — диригент Свердловського симфонічного оркестру.
У 1944—1955 роках — головний диригент Пермського оперного театру та симфонічного оркестру Пермської філармонії, 1955—1960 — головний диригент Свердловського симфонічного оркестру, 1960—1962 — Харківського, 1962—1966 — Воронезького оперного театру.
Працював в оперному театрі Ростова.
Здійснив перші постановки творів багатьох композиторів радянського часу, зокрема:
- Г. Бєлоглазова — «Охоня»,
- В. Трамбицького — «Орлена», друга редакція, «За життя».

В репертуар входили твори І. Дзержинського, В. Трамбицького, А. Спадавеккіа, Т. Хренникова, О. Чишка.
Як викладач працював: в 1930-31 — у Свердловському, 1932-33 — Бакинському музичному училищі, 1933-44 — знову Свердловському, 1939-44 — в Свердловській консерваторії, 1944-55 — Пермському музичному училищі, 1960-62 — в Харківській консерваторії.